# دوري الدرجة الأولى الروماني 1960–61
دوري الدرجة الأولى الروماني 1960–61 (بالرومانية: Divizia A 1960-1961)‏ هو الموسم 43 من  دوري الدرجة الأولى الروماني. أقيم خلال الفترة 4 سبتمبر 1960 وحتى 9 يوليو 1961، وأشرف على تنظيمه اتحاد رومانيا لكرة القدم، وكان عدد الأندية المشاركة فيه  14، وفاز فيه نادي ستيوا بوخارست بعد أن لعب 26 مباراة وفاز بـ 17 منها.

## نتائج الموسم
| المركز | فريق               | لعب | ف  | ت | خ | له | عليه | ف.أ | نقاط | ملاحظة |
| ------ | ------------------ | --- | -- | - | - | -- | ---- | --- | ---- | ------ |
| 1      | نادي ستيوا بوخارست | 26  | 17 | 3 | 6 | 61 | 36   | +25 |      |        |